# RideBack
RideBack (RIDEBACK, ライドバック) est un manga de Tetsuro Kasahara de type seinen. La série a été publiée dans le magazine de prépublication Ikki entre mars 2003 et janvier 2009, pour un total de 10 volumes.
Une adaptation en anime de douze épisodes par le studio Madhouse a été diffusée entre janvier et mars 2009 au Japon.

## Synopsis
L'histoire se passe en avril 2020, dans un Japon politiquement instable et dominé par un groupe armé, le GGP. Rin Ogata, l'héroïne, intègre l'université à Tokyo après avoir renoncé à suivre la carrière de sa mère, une danseuse réputée, à cause d'une blessure grave lors d'une représentation.
Alors qu'elle est perdue sur le campus, elle va se retrouver dans le hangar du club de RideBack, des machines à mi-chemin entre robots et motos. Elle fait alors la connaissance de Haruki Hishida, un jeune mécanicien enthousiaste qui lui fera essayer un RideBack baptisé Fuego. En le pilotant, Rin éprouve alors un étrange sentiment et témoigne d'une adresse remarquable dans son maniement grâce à sa formation de danseuse classique. Elle décide donc d'entrer au club.

## Univers
Ce manga présente un univers classique de science-fiction japonaise. Tout d'abord, on nous présente un monde sous la domination du GGP (Global Government Plan (世界統治構想, Sekai Tōji Kōsō)), un groupuscule armé qui a pris le pouvoir de manière assez obscure. Le thème de la liberté surgit alors, surtout que face à ce pouvoir autoritaire, le terrorisme fait rage.
Parallèlement, la série repose sur le concept de mecha, fortement présent dans les mangas de science-fiction au Japon. Ils sont ici représentés par les RideBack, une sorte de moto robotisée répondant aux mouvements du corps. Cela illustre un certain degré technologique avancé, notamment à cause de l'IA poussée que certains RideBack semblent posséder. Le reste de l'univers technologique reste cependant très proche du nôtre.

## Personnages
Rin Ogata (尾形琳, Ogata Rin)
Née au Japon en 2001, cette jeune étudiante est l'héroïne de la série. Suivant les traces de sa mère, une danseuse réputée, Rin a pratiqué à son tour la danse depuis son plus jeune âge, et s'est fait remarquer dans plusieurs compétitions. Mais, à cause d'une blessure, elle décide de tout arrêter. Au moment où débute la série, elle vient d'entrer à l'Université des arts de Tokyo avec son amie d'enfance, Shoko Uemura (上村しょう子, Uemura Shoko).
Son petit frère, un adolescent turbulent et passionné de RideBack, se nomme Kenji Ogata (尾形堅司, Ogata Kenji).
Haruki Hishida (菱田春樹, Hishida Haruki)
Étudiant en seconde année dans la même université que Rin, il est mécanicien au club. Très sociable, c'est lui qui initiera Rin aux RideBack pour la première fois.
Tamayo Kataoka (片岡珠代, Kataoka Tamayo)
Étudiante en troisième année, c'est une championne nationale de RideBack. Elle vient d'une famille haut placée, puisque son père est un ministre du gouvernement et son frère un policier d'élite.
Tenshiro Okakura (岡倉天司郎, Okakura Tenshiro)
C'est le fondateur du club de RideBack. Il semble assez distant et froid, avec des yeux curieusement noirs.
Romanof Callenbach (ロマノフ・カレンバーク, Romanof Karenbak)
Ce colonel du GGP prend au début de l'histoire le commandement des forces de maintien de la paix du GGP. Ancien dirigeant des forces de RideBack, il prône avec force leur emploi dans un cadre militaire et policier.
Kiefer (キーファ, Kiifa)
Un énigmatique membre du BMA, un groupe terroriste.

## Anime
Un anime, dont le scénario suit la trame du manga, a été diffusé pour la première fois sur Chiba TV en janvier 2009. La série compte douze épisodes de 25 minutes en tout. Une bande annonce a été diffusée lors du Tokyo International Anime Fair en 2008.
Source de la partie Anime,.

### Fiche technique
- Œuvre originale : Tetsuro KASAHARA (カサハラテツロー?)
- Réalisation : Atsushi TAKAHASHI (高橋敦史?)
- Composition de la série & scénario : Hideo TAKAYASHIKI (高屋敷英夫?), Gen IIZUKA (飯塚健?)
- Chara-design & direction de l'animation : Satoshi TAZAKI (田崎聡?)
- Direction artistique : Kazuki HIGASHIJI (東地和生?)
- Couleurs : Ken HASHIMOTO (橋本賢?)
- Supervision effets spéciaux : Michiya KATOU (加藤道哉?)
- Supervision CGI : Tomohisa SHITARA (設楽友久?)
- Direction de la photographie : Hiroshi SAITOU (斎藤寛?)
- Montage : Takafumi WADA (和田貴史?)
- Supervision du son : Toshihiko NAKAJIMA (中嶋聡彦?)
- Production de l'animation : Madhouse (マッドハウス?)
- Producteurs : Fuminori Hara, Kazuo Ohnuki, Yasuyuki Ueda
- Producteurs exécutifs : Jungo Maruta, Shigeki Takeuchi, Akihiro Kawamura

### Voix
- Rin Ogata : Nana MIZUKI (水樹奈々?)
- Tamayo Kataoka : Romi PAKU (朴王路美?)
- Tenshiro Okakura : Rikiya KOYAMA (小山力也?)
- Shoko Uemura : Megumi TOYOGUCHI (豊口めぐみ?)
- Haruki Hishida : Yuji UEDA (うえだゆうじ?)
- Suzuri Uchida : Megumi MATSUMOTO (松元恵?)
- Dota Kawai : Akio SUYAMA (陶山章央?)
- Romanov Karenbach : Shinichiro MIKI (三木眞一郎?)
- Misawo Yokoyama : Risa HAYAMIZU (早水リサ?)
- Ryunosuke Kataoka : Hidenobu KIUCHI (木内秀信?)
- Nanpu Kataoka : Hidekatsu SHIBATA (柴田秀勝?)
- Megumi Yoda : Sanae KOBAYASHI (小林沙苗?)
- Yuki Ogata : Mie SONOZAKI (園崎未恵?)
- Kiefer : Toshiyuki MORIKAWA (森川智之?)

### Génériques
- Générique d'ouverture : RIDEBACK de MELL (en)[4]
- Générique de fin : Kioku de Younha[5]

### Liste des épisodes
| No | Titre français                                     | Titre japonais                                    | Titre japonais                                | Date de 1re diffusion |
| No | Titre français                                     | Kanji                                             | Rōmaji                                        | Date de 1re diffusion |
| -- | -------------------------------------------------- | ------------------------------------------------- | --------------------------------------------- | --------------------- |
| 1  | Le RideBack rouge                                  | 深紅の鉄馬                                        | Shinkō no Tetsuma                             | 11 janvier 2009       |
| 2  | Tamayo, une championne ? Forme membres extensibles | 珠代上等！？S.L.F～スプレッド・レッグス・フォーム | Tamayo Jōtō !? S.L.F ~ Supureddo Reggusu Fōmu | 18 janvier 2009       |
| 3  | Et le drapeau est baissé                           | そして旗（フラッグ）はふられる                    | Soshite Hata (Furaggu) wa Furareru            | 25 janvier 2009       |
| 4  | L'appel de Shoko                                   | しょう子、危機一髪                                | Shōko, Kiki Ippatsu                           | 1 février 2009        |
| 5  | La mystérieuse pilote de RideBack                  | 謎のライドバック少女                              | Nazo no Rideback Shoujo                       | 8 février 2009        |
| 6  | À la vitesse de la lumière                         | 電光石火ライド                                    | Denkousekka Raido                             | 15 février 2009       |
| 7  | Crime et Punition                                  | 罪と×                                             | Tsumi to Batsu                                | 22 février 2009       |
| 8  | GET RIDE ! L'Élue                                  | GET RIDE！選ばれし者                              | GET RIDE ! Erabareshimono                     | 1 mars 2009           |
| 9  | Dans le jardin ensoleillé                          | 陽だまりの庭で                                    | Hidamari no Bade                              | 8 mars 2009           |
| 10 | Maître de Guerre                                   | Master of the war                                 | Master of the war                             | 15 mars 2009          |
| 11 | Parfois, le temps est nuageux après la pluie...    | 曇りのち雨ときどき                                | kumori nochi ame tokidoki                     | 22 mars 2009          |
| 12 | Vers la scène illuminée                            | 光の舞台へ                                        | Hikari no Butai e                             | 29 mars 2009          |